# مامو (دلفان)
مامو یک روستا در ایران است که در دهستان کاکاوند غربی شهرستان دلفان واقع شده‌است. مامو ۷۲ نفر جمعیت دارد.